# 多良岳西部広域農道
多良岳西部広域農道（たらだけせいぶこういきのうどう）は、長崎県大村市を通る農道で、多良岳の西方を通る。愛称として大村レインボーロード。

## 地理的な詳細
大村市の西方に貫くこの農道の起点は国道34号から長崎県道6号に入るところから始まり、概ねこの県道6号と併合で走る。東側に多良岳を眺めながら南へ進むが、この区間は交通量が多い。この農道の多くは国道34号や長崎自動車道と並行して進む形になる。

## 交差する道路など
- 国道34号
- 長崎県道6号
- 長崎自動車道

## 周辺の観光地など
- 多良岳